# Logarithmische Ableitung
In der Analysis ist die logarithmische Ableitung {\displaystyle \operatorname {L} (f)} einer differenzierbaren Funktion {\displaystyle f}, die keine Nullstellen besitzt, als der Quotient der Ableitung einer Funktion und der Funktion selbst definiert; formal
{\displaystyle \operatorname {L} (f):={\frac {f'}{f}}.}
Auf gleiche Weise lässt sich der Begriff auch für von Null verschiedene meromorphe Funktionen definieren (hier brauchen keine Nullstellen ausgeschlossen zu werden, weil der Quotient für meromorphe Funktionen wohldefiniert ist).
Für reelle Funktionen {\displaystyle f} mit positiven Werten stimmt die logarithmische Ableitung nach der Kettenregel mit der Ableitung der Funktion {\displaystyle \ln(f)} überein; daher der Name. Es gilt also 
{\displaystyle (\ln f)'={\frac {f'}{f}}}.
Daraus folgt
{\displaystyle f(\ln f)'=f'\implies \int f(x)(\ln f(x))'dx=f(x)+C.}

## Rechenregeln
Die Bedeutung des Begriffes liegt in der Formel für die logarithmische Ableitung eines Produktes:
{\displaystyle \operatorname {L} (f\cdot g)=\operatorname {L} (f)+\operatorname {L} (g)},
allgemein
{\displaystyle \operatorname {L} (f_{1}\cdots f_{n})=\operatorname {L} (f_{1})+\ldots +\operatorname {L} (f_{n})}.
Als Abwandlung zur Produktregel gilt also
{\displaystyle (fg)'=fg(\operatorname {L} (f)+\operatorname {L} (g))}.
Analog gilt
{\displaystyle \operatorname {L} (1/f)=-\operatorname {L} (f)}
und
{\displaystyle \operatorname {L} (f/g)=\operatorname {L} (f)-\operatorname {L} (g)}.
Für die logarithmische Ableitung der Potenzfunktion erhält man etwa
{\displaystyle \operatorname {L} (f^{n})=n\cdot \operatorname {L} (f)}.
Diese Formeln folgen aus der Leibnizregel und gelten deshalb auch in allgemeinerem Kontext, beispielsweise bei der (formalen) Ableitung von Polynomen oder rationalen Funktionen über einem beliebigen Grundkörper.

## Beispiele
Die logarithmische Ableitung von Funktionen kann meistens mit den normalen Differentiationsregeln bestimmt werden.
| {\displaystyle f}          | {\displaystyle \operatorname {L} (f)}       | Anmerkungen                                                               |
| -------------------------- | ------------------------------------------- | ------------------------------------------------------------------------- |
| {\displaystyle n}          | {\displaystyle 0}                           | {\displaystyle n\in \mathbb {R} \setminus \{0\}}                          |
| {\displaystyle x^{n}}      | {\displaystyle {\frac {n}{x}}}              | {\displaystyle n\in \mathbb {R} }                                         |
| {\displaystyle e^{nx}}     | {\displaystyle n}                           | {\displaystyle n\in \mathbb {R} }                                         |
| {\displaystyle \ln(x)}     | {\displaystyle {\frac {1}{x\ln(x)}}}        |                                                                           |
| {\displaystyle \sin(x)}    | {\displaystyle \cot(x)}                     |                                                                           |
| {\displaystyle \cos(x)}    | {\displaystyle -\tan(x)}                    |                                                                           |
| {\displaystyle \tan(x)}    | {\displaystyle {\frac {1}{\sin(x)\cos(x)}}} |                                                                           |
| {\displaystyle \Gamma (z)} | {\displaystyle \psi (z)}                    | Die logarithmische Ableitung der Gamma-Funktion ist die Digamma-Funktion. |

## Funktionentheorie
Es sei {\displaystyle g(z)} eine meromorphe Funktion mit einer Nullstelle der Ordnung {\displaystyle n} oder einem Pol der Ordnung {\displaystyle -n} an einer Stelle {\displaystyle c\in \mathbb {C} }. Dann lässt sich {\displaystyle g(z)} als
{\displaystyle g(z)=(z-c)^{n}f(z)}
mit einer in einer Umgebung von {\displaystyle c} holomorphen Funktion {\displaystyle f(z)} mit {\displaystyle f(c)\neq 0} schreiben. Es gilt
{\displaystyle L(g)={\frac {n}{z-c}}+L(f)}.
Wegen {\displaystyle f(c)\neq 0} ist {\displaystyle L(f)} in einer Umgebung von {\displaystyle c} holomorph. Das Residuum von {\displaystyle L(g)} an der Stelle {\displaystyle c} entspricht also gerade der Nullstellenordnung von {\displaystyle g} an der Stelle {\displaystyle c}. Dieser Zusammenhang wird im Prinzip vom Argument ausgenutzt.

## Anwendung
Lässt sich eine Funktion {\displaystyle f} darstellen als
{\displaystyle f=k\cdot u^{a}\cdot v^{b}\cdot w^{c}\cdot \dots }
mit {\displaystyle k} und {\displaystyle a,b,c,\dots } als Konstanten, so ergibt sich die Ableitung zu
{\displaystyle f'=f\cdot \left(a\cdot {\frac {u'}{u}}+b\cdot {\frac {v'}{v}}+c\cdot {\frac {w'}{w}}+\dots \right).}
Dieser Umstand kann bei praktischen Anwendungen wie der Handrechnung genutzt werden, um manche Ableitungsregeln kompakt zusammenzufassen: So ergibt sich beispielsweise bei den Faktoren {\displaystyle k=1}, {\displaystyle a=1}, {\displaystyle b=1} die Produktregel, mit den Faktoren {\displaystyle k=1}, {\displaystyle a=1}, {\displaystyle b=-1} die Quotientenregel und mit {\displaystyle k=1}, {\displaystyle a=-1} die Reziprokenregel.